# Football Club Lausanne Sport
O Football Club Lausanne-Sport é um clube de futebol da Suíça, situado na cidade de Lausanne.

## História
O clube foi fundado em 1896. 
Em 1958 o Lausanne-Sport foi semifinalista da primeira Inter-Cities Fairs Cup, competição que viria se tornar a atual Copa da UEFA. Na competição, o clube suíço acabou eliminado pela Seleção de Londres, que fez a final contra o FC Barcelona.

## Elenco atual
Atualizado em 5 de junho de 2025.

## Rivalidades
- Dérby: Laussane Sport x Servette[4][5]

- Dérby: Laussane Sport x FC Sion[6][7][8]

## Principais Títulos
- 07 Super Ligas Suíça ou Lista de campeões do futebol suíço: 1913, 1932, 1935, 1936, 1944, 1951 e 1965.
- 09 Copas da Suíça: 1935, 1939, 1944, 1950, 1962, 1964, 1981, 1998 e 1999.

## Treinadores
| - Billy Hunter (1922–23) - Jimmy Hogan (1925) - Fred Spiksley (1928) - Robert Pache (1931–32) - Jimmy Hogan (1933–34) - Alv Riemke (1934–35) - Friedrich Kerr (1939) - Frank Séchehaye (1942–43) - Fritz Leonhardt and Georg Baumgartner (1943–45) - Louis Maurer (1945–50) - Béla Volentik (1950–51) - Jacques Spagnoli (1951–53) - Joseph Schaefer (1953–54) - Bram Appel (1954–55) - Fernand Jaccard (1955–57) - Walter Presch (1957–60) - Albert Châtelain (1960–61) - Charles Marmier and Frank Séchehaye (1961–62) - Jean Luciano (1962–64) | - Roger Reymond and Roger Bocquet (1964) - Roger Reymond (1964–65) - Kurt Linder (1965–66) - Wilhelm Hahnemann (1966–67) - Roger Vonlanthen (1967–72) - Louis Maurer (1972–74) - Paul Garbani (1974–76) - Miroslav Blažević (1976–79) - Charly Hertig (1979–82) - Péter Pázmándy (1982–84) - Radu Nunweiller (1984–87) - Umberto Barberis (1987–1993) - Marc Duvillard (1993–94) - Martin Trümpler (1994–1995) - Georges Bregy (1995–1997) - Radu Nunweiller and Pierre-André Schürmann (1998) - Pierre-André Schürmann (1998–2000) - Victor Zvunka (2000–2001) - Radu Nunweiller (2001) | - Umberto Barberis (2002) - Pablo Iglesias (2002–03) - Gabriel Calderón (2003) - Jochen Dries (2003–04) - Gérard Castella (2005–2006) - Alain Geiger (2006) - Paul Garbani and Patrick Isabella (interim) (2006) - Stéphane Hunziker and Patrick Isabella (2007) - Umberto Barberis (2007) - Thierry Cotting (2007–2009) - John Dragani (2008–2010) - Árpád Soós (2010) - Martin Rueda (2010–2012) - Laurent Roussey (2012–2013) - Alexandre Comisetti (2013) - Henri Atamaniuk (2013–2014) - Francesco Gabriele (2014) - Marco Simone (2014–2015) - Fabio Celestini (2015) |

## Uniformes

### Uniformes atuais
| Primeiro Uniforme | Segundo Uniforme | Primeira Combinação |